# Mjösjön, Skåne
Mjösjön är en sjö i Östra Göinge kommun i Skåne och ingår i Helge ås huvudavrinningsområde. Sjön har en area på 0,0461 kvadratkilometer och ligger 74,3 meter över havet.

## Delavrinningsområde
Mjösjön ingår i det delavrinningsområde (623718-140086) som SMHI kallar för Ovan 623588-140075. Medelhöjden är 93 meter över havet och ytan är 43,79 kvadratkilometer. Räknas de 2 avrinningsområdena uppströms in blir den ackumulerade arean 168,85 kvadratkilometer. Bivarödsån (Axeltorpsån) som avvattnar avrinningsområdet har biflödesordning 2, vilket innebär att vattnet flödar genom totalt 2 vattendrag innan det når havet efter 55 kilometer. Avrinningsområdet består mestadels av skog (83 %). Avrinningsområdet har 0,37 kvadratkilometer vattenytor vilket ger det en sjöprocent på 0,8 %. Bebyggelsen i området täcker en yta av 1,54 kvadratkilometer eller 4 % av avrinningsområdet.